# Jules Cavelier
Pierre-Jules Cavelier (París, 30 de agosto de 1814 - París, 1894) fue un escultor academicista francés.

## Datos biográficos
Su padre era platero y constructor de muebles. Alumno de David d'Angers y del pintor Paul Delaroche, Cavelier ganó el Prix de Rome en 1842 con una estatua en escayola que llevaba por título Diomedes Entering the Palladium. El joven escultor vivió en la Villa Medici de 1843 a 1847. 
Admitido como profesor de la École des beaux-arts, formó allí a muchos estudiantes, entre los que se encuentran Edouard Lanteri, Hippolyte Lefèbvre, Louis-Ernest Barrias, Désiré-Maurice Ferrary, Eugène Guillaume, y Alfred Gilbert, y desarrolló además una extensa carrera artística como escultor. 
Su observancia rigurosa de los cánones de la antigüedad le hicieron acreedor del sobrenombre de "la Orden dórica de la escultura".

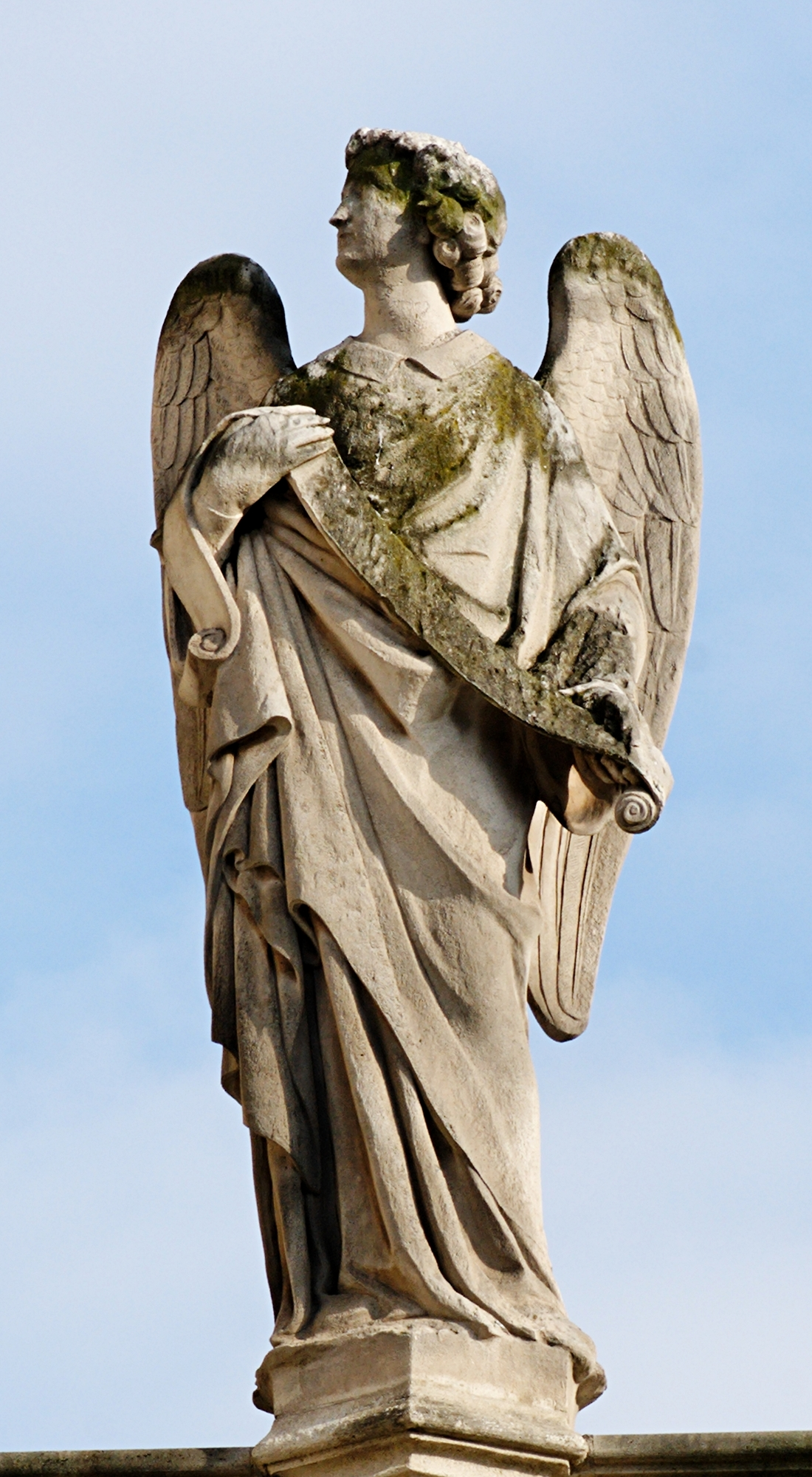
Ängel en la torre de la campana, Saint-Germain l'Auxerrois, París.

## Obras
Entre los trabajos de Cavelier se encuentran: 
- Dos cariatides,(1854) grupo preparatorio, terracota, París, Museo del Louvre
- París en el exterior de la Gare du Nord, París
- Cornélie, Madre de Gracchi grupo, mármol, París, Museo de Orsay, 1861
- Ángel en la torre de la campana, en Saint-Germain l'Auxerrois, París

- Cuna del príncipe imperial (1856)

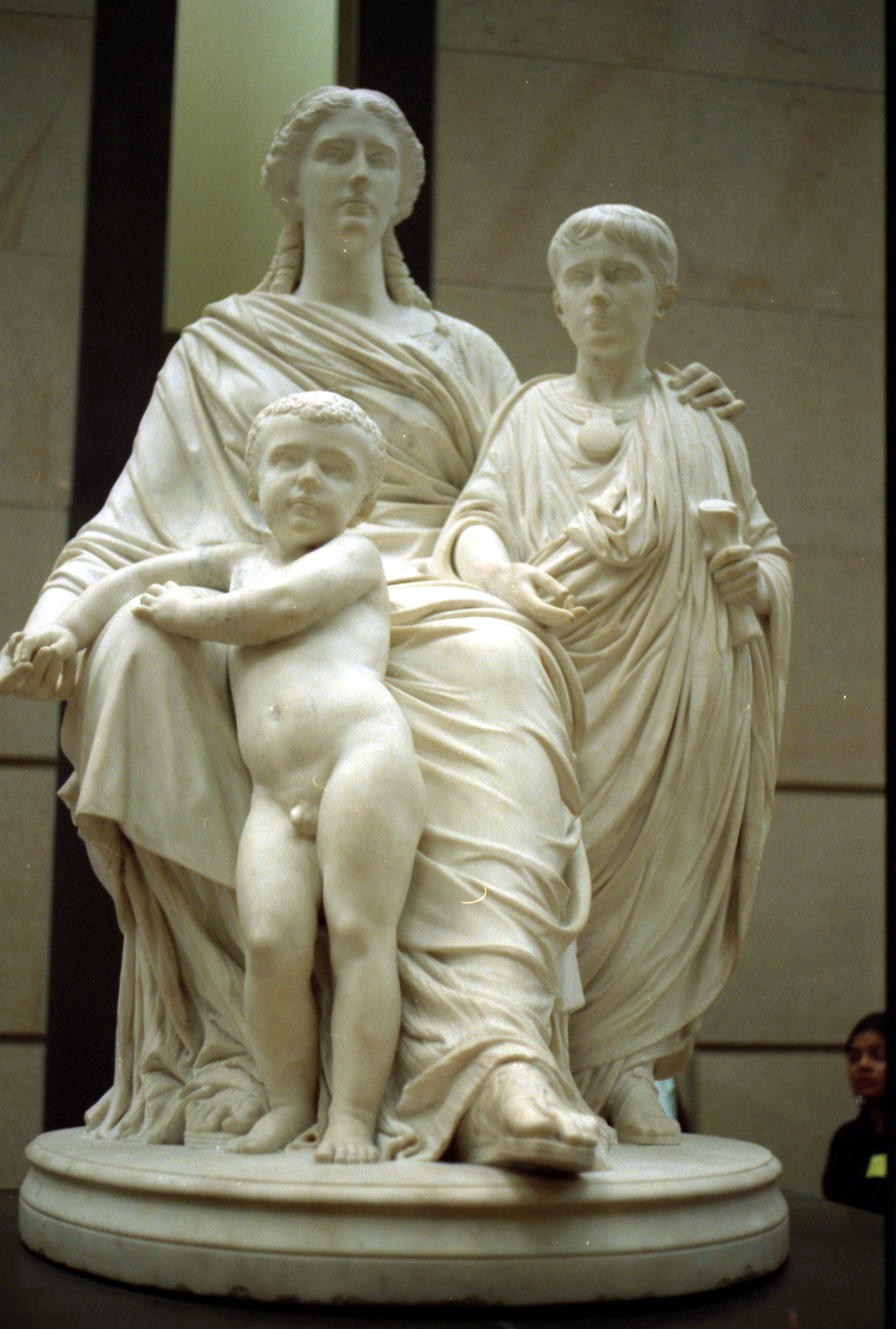
Cornélie, mère des Gracques, 1861.

- Cornélie, madre de los Gracques (1861), grupo, mármol, Paris, musée d'Orsay
- Retrato de Francisco I, rey de Francia (1494 - 1547) (1869), estatua en pie, modelo en escayola con pátina, Versailles, châteaux de Versailles et de Trianon
- Retrato de Francisco I de Francia (1494 - 1547) (1869), estatua en pie, modelo en bronce fundido por Victor Thiébaut, Le Havre, Ayuntamiento.
- Retrato de Charles Legentil, presidente de la Cámara de Comercio París (1788 - 1855) (1856), busto, mármol, Versailles, châteaux de Versailles et de Trianon
- Retrato de Napoleón I, emperador de los franceses (1769 - 1821), como legislador, estatua modelada de figura completa, escayola, Versailles, châteaux de Versailles et de Trianon
- Retrato de Blaise Pascal, filósofo y matemático (1623 - 1662) (1854), estatua preparatoria en pie, escayola, Versailles, châteaux de Versailles et de Trianon,
- Retrato del pintor Horace Vernet (1789 - 1863) (1859), busto, mármol, Versailles, châteaux de Versailles et de Trianon : salón de 1861, n° 3226